# Auvilliers
Auvilliers is een gemeente in het Franse departement Seine-Maritime (regio Normandië) en telt 102 inwoners (2009). De plaats maakt deel uit van het arrondissement Dieppe.

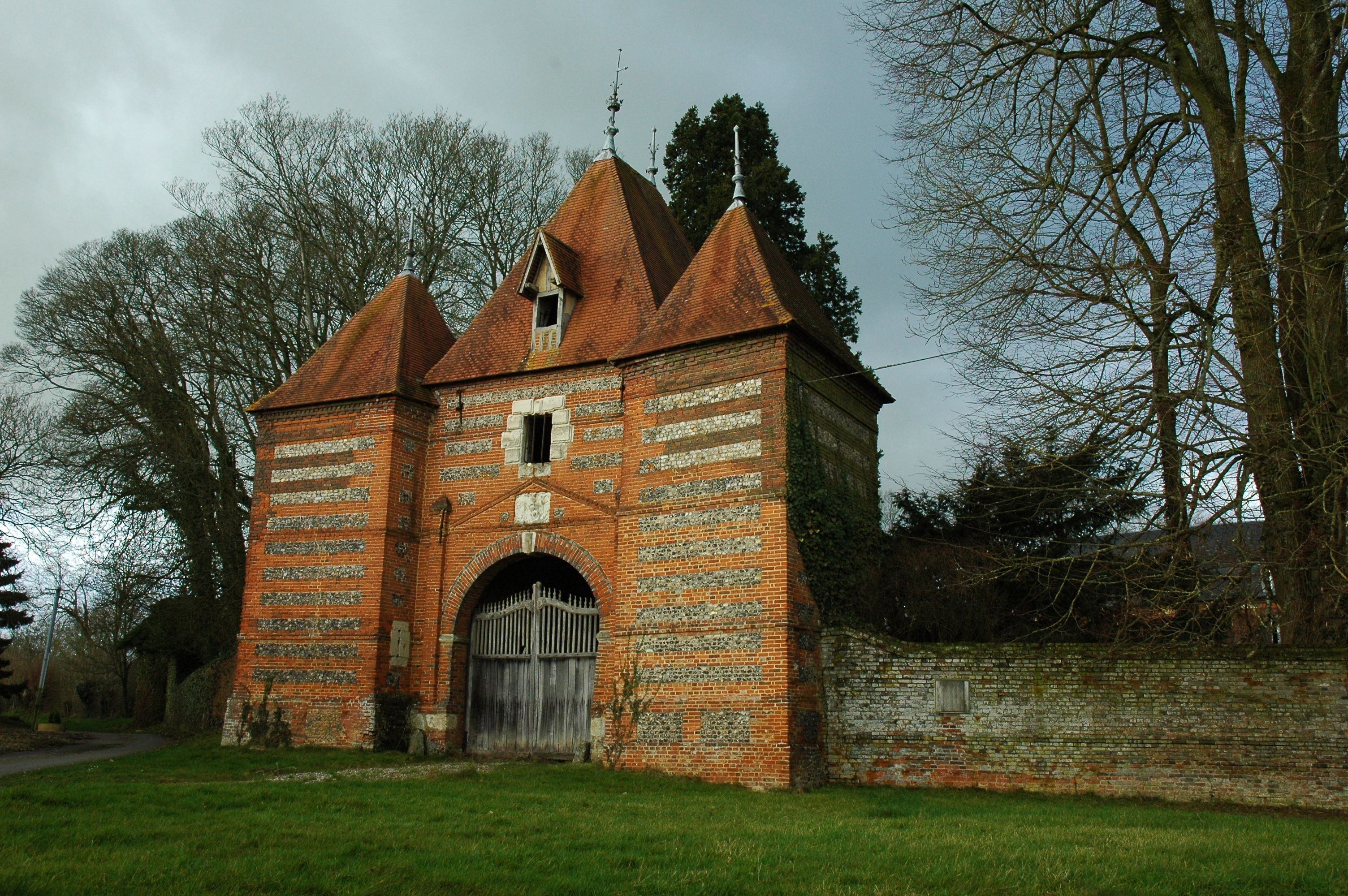
16e-eeuwse toegangspoort van het kasteel van Auvilliers

## Geografie
De oppervlakte van Auvilliers bedraagt 5,0 km², de bevolkingsdichtheid is dus 20,4 inwoners per km².
De onderstaande kaart toont de ligging van Auvilliers met de belangrijkste infrastructuur en aangrenzende gemeenten.

## Demografie
Onderstaande figuur toont het verloop van het inwonertal (bron: INSEE-tellingen).